# Campylaimus inaequalis
Campylaimus inaequalis är en rundmaskart som beskrevs av Nathan Augustus Cobb 1920. Campylaimus inaequalis ingår i släktet Campylaimus och familjen Axonolaimidae. Inga underarter finns listade i Catalogue of Life.